# Malia Metella
Malia Metella (n. 23 februarie 1982, Cayenne, Guyana Franceză, Franța) este o înotătoare franceză, medaliată olimpică. A participat la 2 ediții ale Jocurilor Olimpice (2004, 2008) în care a câștigat o medalie de argint.